# Atletica leggera ai XVII Giochi del Mediterraneo - 800 metri piani maschili
Le gare di atletica leggera nella categoria 800 metri piani maschili si sono tenute il 28 e 29 giugno 2013 al Nevin Yanıt Atletizm Kompleksi di Mersin.

## Calendario
Fuso orario EET (UTC+3).
| Data      | Ora   | Turno    |
| --------- | ----- | -------- |
| 28 giugno | 20:05 | Batterie |
| 29 giugno | 20:00 | Finale   |

## Risultati
I 15 atleti vengono inquadrati in due batterie rispettivamente da 8 e 7 corridori ciascuna. Si qualificano alla finale i primi otto tempi.

### Batterie
| Pos. | Nome                      | Nazione   | Tempo   | Batt. | Corsia | Note |
| ---- | ------------------------- | --------- | ------- | ----- | ------ | ---- |
| 1    | İlham Tanui Özbilen       | Turchia   | 1'46"50 | 2     | 4      | Q    |
| 2    | Amine El Manaoui          | Marocco   | 1'46"66 | 2     | 5      | Q    |
| 3    | Mohamed Ahmed Hamada      | Egitto    | 1'46"88 | 2     | 6      | Q    |
| 4    | Yassine Hathat            | Algeria   | 1'47"33 | 2     | 3      | Q    |
| 5    | Samir Jamaa               | Marocco   | 1'47"55 | 1     | 3      | Q    |
| 6    | Azzedine Boudjemaa        | Francia   | 1'47"63 | 2     | 7      | Q    |
| 7    | Paul Renaudie             | Francia   | 1'48"40 | 1     | 5      | Q    |
| 8    | Mohamed Benferrar         | Algeria   | 1'48"53 | 1     | 7      | Q    |
| 9    | Konstantinos Nakopoulos   | Grecia    | 1'48"59 | 2     | 2      |      |
| 10   | Francisco Roldán Martínez | Spagna    | 1'49"00 | 1     | 6      |      |
| 11   | Nemanja Kojić             | Serbia    | 1'49"10 | 1     | 2      |      |
| 12   | Levent Ateş               | Turchia   | 1'50"17 | 1     | 8      |      |
| 13   | Brice Etes                | Monaco    | 1'50"55 | 2     | 7      |      |
| 14   | Dušan Babić               | Bosnia-E. | 1'52"59 | 1     | 1      |      |
| 15   | Giordano Benedetti        | Italia    | 1'53"60 | 2     | 4      |      |

### Finale
| Pos. | Atleta               | Nazionalità | Tempo   | Corsia | Note |
| ---- | -------------------- | ----------- | ------- | ------ | ---- |
|      | İlham Tanui Özbilen  | Turchia     | 1'44"00 | 4      |      |
|      | Samir Jamaa          | Marocco     | 1'45"47 | 7      |      |
|      | Mohamed Ahmed Hamada | Egitto      | 1'45"71 | 8      |      |
| 4    | Yassine Hathat       | Algeria     | 1'46"26 | 6      |      |
| 5    | Paul Renaudie        | Francia     | 1'46"84 | 5      |      |
| 6    | Mohamed Benferrar    | Algeria     | 1'47"23 | 1      |      |
| 7    | Azzedine Boudjemaa   | Francia     | 1'47"73 | 2      |      |
| 8    | Amine El Manaoui     | Marocco     | -       | 3      | DNF  |